# Antisolarium
Antisolarium là một chi ốc biển, là động vật thân mềm chân bụng sống ở biển trong họ Trochidae.

## Các loài
Các loài trong chi Antisolarium gồm có:
- Antisolarium vixincisum Marwick, 1929
- Antisolarium egenum (A. A. Gould, 1849)